# Віктор Нельссон
Віктор Нельссон (дан. Victor Nelsson, нар. 14 жовтня 1998) — данський футболіст, захисник, півзахисник клубу «Галатасарай» та збірної Данії. На умовах оренди грає за італійську «Рому».
Виступав, зокрема, за клуби «Норшелланн» та «Копенгаген», а також молодіжну збірну Данії.

## Клубна кар'єра
Народився 14 жовтня 1998 року. Розпочинав займатись футболом в клубі Hornbæk IF, де тренував його батько, а 2010 року приєднався до академії «Норшелланна».
12 вересня 2016 року дебютував у данській Суперлізі поєдинком проти «Орхуса», вийшовши на заміну на 87-ій хвилині матчу замість Матіаса Єнсена. Загалом провів в рідній команді три сезони, взявши участь у 66 матчах чемпіонату. Більшість часу, проведеного у складі «Нордшелланда», був основним гравцем команди.
6 липня 2019 року за 3,6 млн євро перейшов у «Копенгаген», підписавши п'ятирічний контракт. Станом на 30 жовтня 2019 року відіграв за команду з Копенгагена 13 матчів в національному чемпіонаті.

## Виступи за збірні
2016 року дебютував у складі юнацької збірної Данії (U-18). Загалом на юнацькому рівні взяв участь у 9 іграх.
З 2017 року залучався до складу молодіжної збірної Данії. На молодіжному рівні зіграв у 34 офіційних матчах, забив 3 голи.
| Дата       | Місто        | Господарі         | Результат | Гості             | Турнір                               | Голи | Примітки |
| ---------- | ------------ | ----------------- | --------- | ----------------- | ------------------------------------ | ---- | -------- |
| 11-11-2020 | Бреннбю      | Данія             | 2 – 0     | Швеція            | товариський матч                     | -    |          |
| 4-9-2021   | Торсгавн     | Фарерські острови | 0 – 1     | Данія             | Відбір до ЧС 2022                    | -    |          |
| 26-3-2022  | Амстердам    | Нідерланди        | 4 – 2     | Данія             | товариський матч                     | -    |          |
| 29-3-2022  | Копенгаген   | Данія             | 3 – 0     | Сербія            | товариський матч                     | -    | 67'      |
| 3-6-2022   | Сен-Дені     | Франція           | 1 – 2     | Данія             | Ліга націй УЄФА 2022-2023 - 1-й етап | -    | 73'      |
| 6-6-2022   | Відень       | Австрія           | 1 – 2     | Данія             | Ліга націй УЄФА 2022-2023 - 1-й етап | -    |          |
| 13-6-2022  | Копенгаген   | Данія             | 2 – 0     | Австрія           | Ліга націй УЄФА 2022-2023 - 1-й етап | -    | 63'      |
| 26-11-2022 | Доха         | Франція           | 2 – 1     | Данія             | ЧС 2022 - груповий етап              | -    |          |
| 23-3-2023  | Копенгаген   | Данія             | 3 – 1     | Фінляндія         | Відбір до ЧЄ 2024                    | -    | 18'      |
| 26-3-2023  | Астана       | Казахстан         | 3 – 2     | Данія             | Відбір до ЧЄ 2024                    | -    |          |
| 23-3-2024  | Копенгаген   | Данія             | 0 – 0     | Швейцарія         | товариський матч                     | -    | 66'      |
| 26-3-2024  | Бреннбю      | Данія             | 2 – 0     | Фарерські острови | товариський матч                     | -    |          |
| 5-9-2024   | Копенгаген   | Данія             | 2 – 0     | Швейцарія         | Ліга націй УЄФА 2024-2025 - 1-й етап | -    | 81'      |
| 12-10-2024 | Мурсія       | Іспанія           | 1 – 0     | Данія             | Ліга націй УЄФА 2024-2025 - 1-й етап | -    | 90+3'    |
| 15-10-2024 | Санкт-Галлен | Швейцарія         | 2 – 2     | Данія             | Ліга націй УЄФА 2024-2025 - 1-й етап | -    | 76'      |
| 18-11-2024 | Лесковац     | Сербія            | 0 – 0     | Данія             | Ліга націй УЄФА 2024-2025 - 1-й етап | -    |          |
| Усього     |              | Матчів            | 16        |                   | Голів                                | 0    |          |

## Титули і досягнення
- Чемпіон Туреччини (2):

«Галатасарай»: 2022-23, 2023-24
- Володар Суперкубка Туреччини (1):

«Галатасарай»: 2023